# Barnhemmet Lyckan

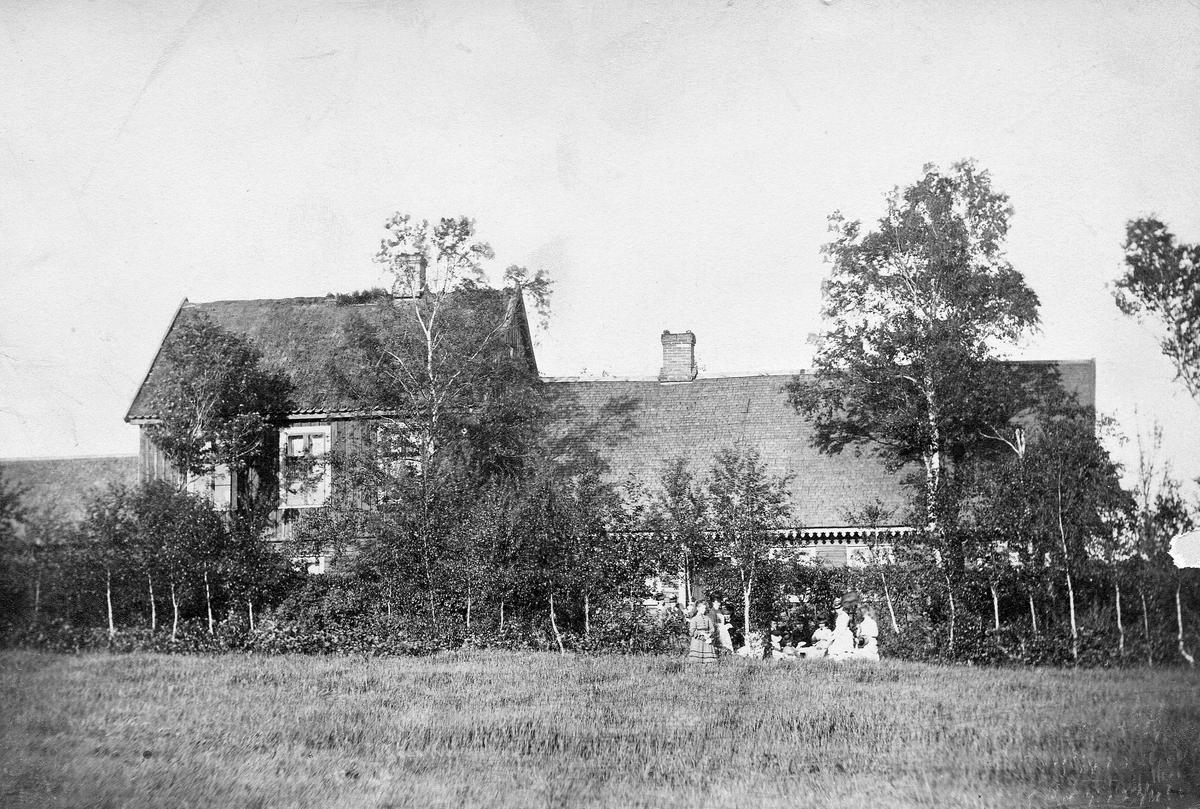
Lyckan i Snöstorp

Barnhemmet Lyckan var beläget strax söder om Snöstorps kyrka, tre kilometer öster om Halmstads centrum. Verksamheten bedrevs under tiden 1858 fram till några år in på 1900-talet.
År 1858 bosatte sig änkefru prostinnan Charlotta Kollinius f.1793 med döttrarna Maria f.1820, Charlotta f.1821 och Hilda f.1824 från Göteborg i Snöstorp. Där på fastigheten Lyckan intill prästgården inrättade de en helpension för flickor; detta för deras undervisning och uppfostran. De tog emot flickor inte bara från Halmstad utan även från andra delar av landet. Denna flickpension lades ner 1871.
År 1872 inrättades där på Kollinius initiativ ett barnhem vari behövande barn fick vård, undervisning och uppfostran. Antalet barn var till en början få men ökade snabbt och 1886 vistades där 29 barn och några år senare var de 36. Lärarinna anställdes. Barnhemmet underhölls med frivilliga gåvor och insamlingar. De gamla planerna för ett barnhem i Halmstad tog i början av 1880-talet fastare form. Då lades grunden för Halmstads första barnhem och man trodde att Lyckan skulle bli överflödig. Så blev inte fallet, utan barnhemmet Lyckan drevs vidare fram till i början av 1900-talet.
Byggnaden revs 1923 och flyttades till Årnarp.